# اتحاد اوآراو
ائتلاف اوآراو (به انگلیسی: ORO، به ارمنی: ՕՐՕ դաշինք)، که به عنوان ائتلاف اوهانیان-رافی-اوسکانیان نیز شناخته می‌شود، یک ائتلاف سیاسی ارمنستانی است که با ادغام وحدت و حزب میراث و وزیر دفاع سابق سیران اوهانیان برای شرکت در انتخابات مجلس ارمنستان 2017 تشکیل شد.

## تاریخچه
ائتلاف اوآرا به‌عنوان یک تجمع سیاسی جدید در ارمنستان در ۱۳ فوریه ۲۰۱۶ تأسیس شد و توانست در زمان کوتاهی خود را به‌عنوان یک نیروی تاثیرگذار در سیاست کشور معرفی کند. اعضای بنیان‌گذار این ائتلاف، یعنی سیران اوهانیان (وزیر دفاع سابق ارمنستان)، رافی هوانیسیان (رهبر حزب میراث)، و وارتان اوسکانیان (رهبر حزب وحدت)، با همکاری خود در قالب یک ائتلاف، هدف اصلی خود را اصلاحات سیاسی و بهبود وضعیت اقتصادی و اجتماعی کشور قرار دادند.
تأسیس این ائتلاف در یک شرایط پیچیده سیاسی شکل گرفت؛ ارمنستان در آن زمان با چالش‌های داخلی و خارجی متعددی روبرو بود. از یک‌سو، روابط با کشورهای همسایه به‌ویژه آذربایجان و ترکیه هنوز تحت‌تأثیر مسائل تاریخی و منازعات ارضی بود و از سوی دیگر، جامعه داخلی با بحران‌های اقتصادی و فساد گسترده مواجه بود. در این راستا، ائتلاف اوآرا در تلاش بود تا گامی مثبت برای پیشبرد اهداف دموکراتیک، شفافیت در حکمرانی و عدالت اجتماعی بردارد‌.‌‌‌‌ در جریان تبلیغات انتخاباتی پیش از انتخابات پارلمانی ارمنستان، ائتلاف اوآرا تأکید داشت که آماده است با سایر احزاب سیاسی به‌ویژه آن‌هایی که در جهت بهبود وضعیت کشور قدم برمی‌دارند، همکاری کند. این رویکرد، نمادی از تمایل این ائتلاف به ایجاد یک فضای دموکراتیک‌تر و بازتر در سیاست ارمنستان بود. با این حال، ائتلاف به‌طور صریح از حزب جمهوری‌خواه ارمنستان انتقاد کرد و اعلام نمود که هیچ‌گونه همکاری با این حزب را در آینده نزدیک نخواهد پذیرفت. این تصمیم تا حدی بر فضای سیاسی آن زمان تأثیر گذاشت و موجب شکل‌گیری تنش‌های بیشتر میان احزاب رقیب شد.
پشتیبانی حزب‌های مختلف از ائتلاف اوآرا، از جمله حزب تمام ارمنی ساسنا تسری، حزب عدالت اجتماعی و حزب خلق، نشانه‌ای از حمایت گسترده از برنامه‌های اصلاحی ائتلاف بود. این حمایت‌ها علاوه بر تقویت جایگاه ائتلاف در سطح ملی، نشان‌دهنده تمایل بخش‌هایی از جامعه ارمنستان به تغییرات عمده در سیستم حکومتی و مبارزه با فساد بود. البته ائتلاف اوآرا در این زمان همچنان با چالش‌های بزرگی روبرو بود؛ از جمله چگونگی برقراری ارتباط مؤثر با دیگر نیروهای سیاسی و عبور از ائتلاف‌های سنتی که در قدرت بودند. حزب جمهوری سوم قصد داشت به این ائتلاف بپیوندد، اما به‌طور نهایی تصمیم به عدم همکاری با ائتلاف گرفت.
ائتلاف اوآرا توانست توجه بسیاری از گروه‌های مختلف جامعه ارمنستان را جلب کند و نشان دهد که نیازی به تحولات جدی در سیاست کشور وجود دارد. اهداف آن همچنان در جهت ایجاد اصلاحات گسترده در بخش‌های مختلف اقتصادی، اجتماعی و سیاسی قرار داشت و در صورتی که موفق می‌شد، می‌توانست به‌عنوان یک نیروی تغییرطلب در ارمنستان به‌ویژه در دوران پس از انقلاب مخملی و تحولات سیاسی بزرگ آن کشور عمل کند.

## سوابق انتخاباتی
ائتلاف در انتخابات مجلس ارمنستان 2017 شرکت کرد. پس از انتخابات، ائتلاف تنها 2.07% از آرای عمومی را دریافت کرد و نتوانست هیچ کرسی‌ای در مجلس ملی ارمنستان کسب کند. پس از انتخابات، ائتلاف ادعا کرد که نتایج تغییر یافته است. این ائتلاف در هیچ انتخابات دیگری شرکت نکرد، با این حال ائتلاف تأیید کرد که هر سه رهبر به عنوان یک نیروی اپوزیسیون خارج از پارلمان به همکاری ادامه خواهند داد. ائتلاف پس از انتخابات 2017 بیشتر فعالیت‌های سیاسی خود را متوقف کرد.

## ایدئولوژی
پیش از انتخابات، ائتلاف اوآراو در مرکز ایروان تجمعی برگزار کرد و خواستار اصلاحات ریشه‌ای در ارمنستان شد، از جمله مبارزه با فساد و برخورد با سوءمدیریت اقتصادی کشور. ائتلاف طرفدار برقراری یک اقتصاد لیبرال رقابتی در ارمنستان است و همچنین بهبود حقوق بشر برای همه شهروندان را حمایت می‌کند. ائتلاف همچنین از استقلال جمهوری آرتساخ و حل صلح‌آمیز درگیری ناگورنو-قره‌باغ حمایت می‌کند.
در خصوص سیاست خارجی، حزب میراث و حزب وحدت نسبتاً طرفدار غرب و طرفدار اروپا هستند و روابط متوازن با ایالات متحده آمریکا و روسیه را حمایت می‌کنند.